# Parteikanzlei
De Parteikanzlei (Partijkanselarij), Staf van de Plaatsvervangend Führer of Hess-staf (tot de vlucht van Rudolf Hess)in 1941), was het centrale bestuur van de NSDAP en was betrokken bij alle belangrijke binnenlandse beleidsbeslissingen in het partij- en staatsapparaat. Het kantoor, gevestigd in München, was ondergeschikt aan Rudolf Hess totdat het, na zijn vlucht naar Groot-Brittannië op 12 mei 1941, persoonlijk ondergeschikt werd gemaakt aan Adolf Hitler en onder een nieuwe naam werd voortgezet onder stafchef Martin Bormann.